# Lifeguard
Lifeguard, il cui vero nome è Heather Jessica Cameron, è un personaggio dei fumetti, creato da Chris Claremont (testi) e Salvador Larroca (disegni), pubblicato dalla Marvel Comics nel 2001. È apparsa per la prima volta in X-Treme X-Men n. 6.
Heather è una mutante, con il potere di trasformare la sua fisiologia per prestare soccorso a chi ne necessita e a sé stessa. Insieme al fratello Slipstream, fu brevemente membro della squadra formata da Tempesta per recuperare i Diari di Destiny, gli X-Treme X-Men.

## Biografia del personaggio

### X-Treme X-Men
Heather e Davis Cameron, rispettivamente guardia-spiaggia e surfista, vivevano pacificamente nel Surfers Paradise, in Australia. Alla morte del signore del crimine australiano, conosciuto come il Viceré, si venne a scoprire che i due erano i suoi figli illegittimi e perciò divennero bersaglio dei criminali che aspiravano a prenderne la posizione di comando. Dopo l'intervento di Tempesta e Neal Shaara (il nuovo Thunderbird), Heather rivelò di essere anche lei una mutante, il cui potere si manifesta quando è necessario tutelare la propria vita o salvare qualcuno che si trova in pericolo nelle vicinanze. Dopo il loro salvataggio, Heather ed il fratello si unirono agli X-Men.
Durante una missione in cui il team si dovette infiltrare all'interno della nave da guerra del conquistatore intergalattico Khan, Heather mostrò per la prima volta tratti genetici e fisici appartenenti alla razza degli Shi'ar. Si cominciò così a pensare ad un suo retaggio alieno. Secondo Jean Grey, i segni sul suo volto e il piumaggio sul suo corpo, erano simili a quelli della stirpe reale Shi'ar. Questo, unito all'apparizione di Deathbird nelle pagine dei Diari di Destiny, suggeriva legami di parentela tra i fratelli Cameron e l'aliena, tuttavia nulla è stato confermato. L'ultima trasformazione di Heather sembra essere rimasta permanente, perciò Davis, non riuscendo a sopportare il nuovo ed alieno aspetto di sua sorella, ha deciso di lasciare il team. Poco dopo Lifeguard e Thunderbird sono partiti alla sua ricerca.

### Istituto Xavier per giovani dotati
Mesi dopo, Lifeguard e Thunderbird tornarono allo Xavier Institute senza aver individuato Slipstream. Insieme i due entrarono a far parte della X-Corporation. Dopo i catastrofici eventi dell'M-Day (sia Lifeguard che Thunderbird mantennero i loro poteri), Ciclope decise di chiudere le X-Corporation sparse per il mondo nel timore che venissero attaccate e i due tornarono all'istituto.
Heather non è apparsa nella miniserie X-Men: The 198 né in qualsiasi altra serie successiva.
Lei e Thunderbird hanno continuato la loro relazione.

## Poteri e abilità
La mutazione di Heather le permette di trasformare completamente il proprio corpo in relazione alla minaccia o alle situazioni in cui si viene a trovare, ad esempio sviluppare una corazza metallica epidermica per difendersi dai proiettili, o la capacità di respirare sott'acqua sviluppando anche una coda da sirena, o sviluppare un paio di ali o braccia supplementari a seconda del bisogno. Heather ha un controllo limitato del suo potere, infatti non è in grado di decidere consciamente la trasformazione che il suo corpo assumerà in risposta ad una situazione di pericolo suo o di altri (infatti spesso la mutazione di Heather si innesca nella difesa di altri)
La sua ultima mutazione, avvenuta mentre si trovava su di una nave spaziale, le ha fornito una epidermide metallica, ali ed artigli e soprattutto l'aspetto di una Shi'ar di stirpe regale. Purtroppo per Heather questa mutazione sembra essere diventata permanente.